# Université de Newcastle upon Tyne
 (décembre 2021).
Pour l’article homonyme, voir Université de Newcastle (Australie).
L'université de Newcastle upon Tyne  (University of Newcastle upon Tyne) est une université anglaise située dans la ville de Newcastle upon Tyne. L'université est devenue indépendante en 1963 après sa séparation de l'université de Durham. Les lettres post-nominales des diplômés ont généralement N'cle attaché pour indiquer l'établissement.

## Histoire
L'université a été fondée en 1834 sous le nom de School of Medicine and Surgery. En 1851 elle s'est séparée en deux : Newcastle College of Medicine et Newcastle upon Tyne College of Medicine and Practical Science. En 1852 le collège de médecine s'est intégré à l'université de Durham. Les deux collèges sont regroupés de nouveau en 1857 avant de prendre le nom de University of Durham College of Medicine en 1870.
Après plusieurs tentatives avortées pour mettre en place un enseignement scientifique et technique à Newcastle, le College of Physical Science ouvrit ses portes en 1871 grâce aux subsides du magnat de l'industrie W. G. Armstrong. On y enseignait les mathématiques, la physique, la chimie et la géologie pour faire face aux besoins grandissants de l'industrie et des mines. Rebaptisé Durham College of Physical Science en 1883, il prit le nom d’Armstrong College en hommage à son fondateur en 1904. Ces deux institutions indépendantes furent rattachées à l'université de Durham, dont un décret de 1908 reconnaît formellement l'existence des deux implantations, Durham et Newcastle. À partir de 1908, les collèges de Newcastle disposaient d'une couverture déjà presque complète en matière d'enseignement supérieur, incluant même l’agronomie et les sciences de l’ingénieur.
Tout au long du XXe siècle, les collèges scientifiques et médicaux de Newcastle dépassèrent de beaucoup leurs homologues de Durham, et une Commission Royale recommanda en 1934 de les fusionner pour former King's College, Durham. La croissance continue du site de Newcastle devenant finalement incompatible avec l'administration depuis Durham, le Parlement vota en 1963 une loi créant en propre l'université de Newcastle upon Tyne.

## Composantes
L'université est structurée en trois facultés de médecine, de sciences humaines et sociales, et de science, agriculture, et ingénierie.

### Faculté de médecine

#### Organisation
La faculté de médecine de l'université de Newcastle a été créée en 1834 et a servi comme faculté de médecine pour l'université de Durham de 1851 à 1937.
La faculté fonctionne en partenariat avec l'école de médecine de l'université de Durham qui est installée sur le Queen's Campus de l'université. Les étudiants des universités de Durham et Newcastle étudient indépendamment durant les deux premières années avant d'être affectés à l'une des quatre entités de cliniques de base durant la troisième année. Ces unités de base sont Tyneside, Northumbria, Wearside et Teesside. C'est à ces unités de base que la majeure partie de l'enseignement clinique se déroule. Tous les étudiants, y compris ceux de Durham, retournent ensuite à la faculté de médecine de l'université de Newcastle durant leur quatrième année, avant de revenir à une unité de base différente de celle où ils ont assisté en troisième année pour leur quatrième et dernière année d'enseignement. Encore une fois, il s'agit principalement d'une année clinique.
La faculté a récemment annoncé qu'elle allait étendre son campus en Malaisie.

#### Réputation
Selon UCAS, Cambridge, Oxford et Newcastle sont les universités les plus sélectives pour étudier la médecine. Le BMC Medicine Journal a reporté que les diplômés de Cambridge, Oxford et Newcastle ont obtenu de meilleurs résultats aux tests des diplômés que n'importe quelle autre faculté de médecine au Royaume-Uni. Les étudiants qui postulent à la faculté de médecine, tant pour le programme standard (5 ans) que le programme accéléré (4 ans) doivent passer le test d'admission UKCAT. En 2008, l'université a annoncé que 327 étudiants britanniques et 26 étudiants internationaux sont acceptés chaque année, ce qui en fait l'une des plus grandes facultés de médecine au Royaume-Uni.

### Faculté de sciences humaines et sociales

#### École de droit

##### Organisation
L’école de droit de l’université de Newcastle est la plus ancienne du Nord-Est de l'Angleterre. Plusieurs maisons datant de la fin de l'époque victorienne ont été spécialement aménagées pour accueillir l'école de droit. Les bureaux du personnel, l'amphithéâtre, les salles de séminaires ainsi que la bibliothèque de droit sont tous situés dans les mêmes bâtiments. Le doyen de l'école de droit est actuellement le professeur Christopher Rodgers.

##### Réputation
Selon plusieurs études réalisées parmi environ 90 universités, l'école a été classée 3e par The Sunday Times University Guide 2011, 11e par The Times Good University Guide 2011  et 8e par The Guardian University Guide 2011. En 2011, l’université a annoncé qu’elle reçoit généralement plus de 1000 candidatures en droit chaque année pour 170 places disponibles.

#### École de langues modernes
L’école de langues modernes (School of Modern Languages) comporte cinq départements; français, allemand, espagnol, portugais, Est-Asie (comportant japonais et chinois). L’école propose également l’enseignement du latin américain, ainsi que des formations à la traduction et à l’interprétariat. Le français, le chinois, le japonais, l’allemand, l’espagnol et le portugais sont enseignés pour des statuts allant de débutant à confirmé, et des formations débutants pour le catalan, le néerlandais, l’italien et le quechua sont également disponibles. La culture du pays constitue, en plus de l’enseignement de la langue, une part importante de la transmission du savoir.
La School of Modern Languages héberge et travaille avec les branches régionales de deux instituts à la renommée internationale: L'Institut Camões, ainsi que l'Institut Confucius, qui permet la promotion de la langue et la culture chinoise dans le monde. 
L’enseignement des langues à Newcastle a débuté avant la création de l’université ; en 1911 fut fondée l’université Armstrong, avec à sa tête Albert George Latham, le premier professeur de langues modernes de l’université.
L’école demeure renommée pour la qualité de son enseignement, de ses recherches et de l’expérience acquise par ses étudiants. Dans l’édition 2015 du Guardian University Guide l’école a obtenu la 14e place sur 63. L’édition 2014 du Sunday Times Good University Guide place dans le top 10 l’enseignement des langues ibériques, du français et de l’allemand.
Le département de langue espagnole a obtenu la 6e place lors de l’édition 2013 du National Student Survey portant sur la satisfaction des étudiants. Le département de langue allemande a obtenu la 7e place.
L'école organise également des activités d’échange, de transmission, de communication ; elle occupe dans la région une place prépondérante dans la mise en œuvre du projet inauguré par le consortium Routes into Languages. Elle s’associe à l’école d’Éducation, de Communication et de Sciences du Langage de l'université pour héberger le centre du réseau Nord Est pour les langues. 
L’école s’associe également à l’Alliance Française de Newcastle dans le but de promouvoir la présence de la langue et de la culture française dans le Nord Est de L’Angleterre.
De plus, l'école de langues modernes est la seule au Royaume-Uni à proposer des suppléments allemand avancé ; ces cours sont pris en charge par le département de l’Education

### Le musée Hancock
Le musée Hancock d'histoire naturelle, fondé par la Natural History Society de Newcastle et Durham, avait ouvert ses portes en 1884. L’un des principaux donateurs du musée avait été William George Armstrong, avec une donation de 11 500 £ (Armstrong, on l'a vu plus haut, est aussi le fondateur du College of Physical Science intégré par la suite à l'université de Newcastle). Le musée a été rebaptisé dans les années 1890, en hommage aux naturalistes victoriens locaux, Albany et John Hancock. En 1959 la Natural History Society accepta l’offre de l’université de Newcastle, de prendre en charge le musée et ses collections, et depuis 1992 l’université a concédé par contrat l’exploitation du musée au consortium Tyne & Wear Museums.

## Scientométrie
Elle est en 23e position de la ligue d'universités britanniques 2007, publiée par le journal Sunday Times.